# Општина Телиуку Инфериор (Хунедоара)
Телиуку Инфериор (рум. Teliucu Inferior) општина је у Румунији у округу Хунедоара.
Oпштина се налази на надморској висини од 342 m.